# IBU-Sommercup 2012
Der IBU-Sommercup 2012 wurde zwischen Juli und August 2012 auf vier Stationen in vier Ländern ausgetragen. Zunächst wurden zwei Wettkämpfe im Sprint und der Verfolgung im Crosslauf-Sommerbiathlon ausgetragen, später drei Wettkämpfe im Rollski-Biathlon. Es wurden sowohl Wettkämpfe für Männer als auch für Frauen durchgeführt. Sie dienten in erster Linie der Vorbereitung auf die Sommerbiathlon-Europameisterschaften 2012 im Crosslauf-Biathlon und der Sommerbiathlon-Weltmeisterschaften 2012 im Rollski-Biathlon. Eine Gesamtwertung wurde weder für die einzelnen Wettbewerbsarten noch insgesamt geführt.

## Cross Frauen
| 1. IBU-Sommercup in Duszniki-Zdrój, 6. Juli 2012 – 8. Juli 2012 | 1. IBU-Sommercup in Duszniki-Zdrój, 6. Juli 2012 – 8. Juli 2012 | 1. IBU-Sommercup in Duszniki-Zdrój, 6. Juli 2012 – 8. Juli 2012 | 1. IBU-Sommercup in Duszniki-Zdrój, 6. Juli 2012 – 8. Juli 2012 | 1. IBU-Sommercup in Duszniki-Zdrój, 6. Juli 2012 – 8. Juli 2012 |
| --------------------------------------------------------------- | --------------------------------------------------------------- | --------------------------------------------------------------- | --------------------------------------------------------------- | --------------------------------------------------------------- |
| Datum                                                           | Disziplin                                                       | Erster Platz                                                    | Zweiter Platz                                                   | Dritter Platz                                                   |
| 7. Juli 2012 (Sa.)                                              | 3 km-Sprint                                                     | Judith Wagner                                                   | Vladimíra Točeková                                              | Katarzyna Leja                                                  |
| 8. Juli 2012 (So.)                                              | 5 km-Verfolgung                                                 | Katarzyna Leja                                                  | Judith Wagner                                                   | Vladimíra Točeková                                              |

| 2. IBU-Sommercup in Osrblie, 20. Juli 2012 – 22. Juli 2012 | 2. IBU-Sommercup in Osrblie, 20. Juli 2012 – 22. Juli 2012 | 2. IBU-Sommercup in Osrblie, 20. Juli 2012 – 22. Juli 2012 | 2. IBU-Sommercup in Osrblie, 20. Juli 2012 – 22. Juli 2012 | 2. IBU-Sommercup in Osrblie, 20. Juli 2012 – 22. Juli 2012 |
| ---------------------------------------------------------- | ---------------------------------------------------------- | ---------------------------------------------------------- | ---------------------------------------------------------- | ---------------------------------------------------------- |
| Datum                                                      | Disziplin                                                  | Erster Platz                                               | Zweiter Platz                                              | Dritter Platz                                              |
| 21. Juli 2012 (Sa.)                                        | 3 km-Sprint                                                | Pavla Schorná                                              | Switlana Krikontschuk                                      | Terézia Poliaková                                          |
| 22. Juli 2012 (So.)                                        | 5 km-Verfolgung                                            | Pavla Schorná                                              | Judith Wagner                                              | Switlana Krikontschuk                                      |

## Rollski Frauen
| 2. IBU-Sommercup in Forni Avoltri, 25. August 2012 – 26. August 2012 | 2. IBU-Sommercup in Forni Avoltri, 25. August 2012 – 26. August 2012 | 2. IBU-Sommercup in Forni Avoltri, 25. August 2012 – 26. August 2012 | 2. IBU-Sommercup in Forni Avoltri, 25. August 2012 – 26. August 2012 | 2. IBU-Sommercup in Forni Avoltri, 25. August 2012 – 26. August 2012 |
| -------------------------------------------------------------------- | -------------------------------------------------------------------- | -------------------------------------------------------------------- | -------------------------------------------------------------------- | -------------------------------------------------------------------- |
| Datum                                                                | Disziplin                                                            | Erster Platz                                                         | Zweiter Platz                                                        | Dritter Platz                                                        |
| 25. August 2012 (Sa.)                                                | 7,5 km-Sprint                                                        | Krystyna Pałka                                                       | Dorothea Wierer                                                      | Agnieszka Cyl                                                        |
| 26. August 2012 (So.)                                                | 10 km-Verfolgung                                                     | Jana Gereková                                                        | Jori Mørkve                                                          | Dorothea Wierer                                                      |

## Cross Männer
| 1. IBU-Sommercup in Duszniki-Zdrój, 6. Juli 2012 – 8. Juli 2012 | 1. IBU-Sommercup in Duszniki-Zdrój, 6. Juli 2012 – 8. Juli 2012 | 1. IBU-Sommercup in Duszniki-Zdrój, 6. Juli 2012 – 8. Juli 2012 | 1. IBU-Sommercup in Duszniki-Zdrój, 6. Juli 2012 – 8. Juli 2012 | 1. IBU-Sommercup in Duszniki-Zdrój, 6. Juli 2012 – 8. Juli 2012 |
| --------------------------------------------------------------- | --------------------------------------------------------------- | --------------------------------------------------------------- | --------------------------------------------------------------- | --------------------------------------------------------------- |
| Datum                                                           | Disziplin                                                       | Erster Platz                                                    | Zweiter Platz                                                   | Dritter Platz                                                   |
| 7. Juli 2012 (Sa.)                                              | 3 km-Sprint                                                     | Rafał Lepel                                                     | Adam Kwak                                                       | Grzegorz Bril                                                   |
| 8. Juli 2012 (So.)                                              | 5 km-Verfolgung                                                 | Hendrik Redeker                                                 | Adam Kwak                                                       | Niklas Heyser                                                   |

| 2. IBU-Sommercup in Osrblie, 20. Juli 2012 – 22. Juli 2012 | 2. IBU-Sommercup in Osrblie, 20. Juli 2012 – 22. Juli 2012 | 2. IBU-Sommercup in Osrblie, 20. Juli 2012 – 22. Juli 2012 | 2. IBU-Sommercup in Osrblie, 20. Juli 2012 – 22. Juli 2012 | 2. IBU-Sommercup in Osrblie, 20. Juli 2012 – 22. Juli 2012 |
| ---------------------------------------------------------- | ---------------------------------------------------------- | ---------------------------------------------------------- | ---------------------------------------------------------- | ---------------------------------------------------------- |
| Datum                                                      | Disziplin                                                  | Erster Platz                                               | Zweiter Platz                                              | Dritter Platz                                              |
| 21. Juli 2012 (Sa.)                                        | 3 km-Sprint                                                | Matej Kazár                                                | Maxim Adijew                                               | Andrij Wosnjak                                             |
| 22. Juli 2012 (So.)                                        | 5 km-Verfolgung                                            | Andrij Wosnjak                                             | Matej Kazár                                                | Ruslan Nasirov                                             |

## Rollski Männer
| 2. IBU-Sommercup in Forni Avoltri, 25. August 2012 – 26. August 2012 | 2. IBU-Sommercup in Forni Avoltri, 25. August 2012 – 26. August 2012 | 2. IBU-Sommercup in Forni Avoltri, 25. August 2012 – 26. August 2012 | 2. IBU-Sommercup in Forni Avoltri, 25. August 2012 – 26. August 2012 | 2. IBU-Sommercup in Forni Avoltri, 25. August 2012 – 26. August 2012 |
| -------------------------------------------------------------------- | -------------------------------------------------------------------- | -------------------------------------------------------------------- | -------------------------------------------------------------------- | -------------------------------------------------------------------- |
| Datum                                                                | Disziplin                                                            | Erster Platz                                                         | Zweiter Platz                                                        | Dritter Platz                                                        |
| 25. August 2012 (Sa.)                                                | 10 km-Sprint                                                         | Peter Dokl                                                           | Christian Martinelli                                                 | Pietro Dutto                                                         |
| 26. August 2012 (So.)                                                | 12,5 km-Verfolgung                                                   | Klemen Bauer                                                         | Peter Dokl                                                           | Markus Windisch                                                      |